# Zilpha Grant
Zilpha Grant   (Chorlton-cum-Hardy, 29 de juliol de 1919 - Radcliffe, 31 de gener de 2011) va ser una nedadora anglesa que va competir durant la dècada de 1930.
El 1936 va prendre part en els Jocs Olímpics de Berlín, on va disputar dues proves del programa de natació. Fou sisena en els 4x100 metres lliures, mentre en els 100 metres lliures quedà eliminada en sèries.
En el seu palmarès destaca una medalla de bronze al Campionat d'Europa de natació de 1938 i una altra medalla de bronze als Jocs de l'Imperi Britànic de 1938.